# Katrin Gensecke
Katrin Gensecke (* 9. Februar 1972 in Erfurt) ist eine deutsche Politikerin (SPD) und Abgeordnete im Landtag von Sachsen-Anhalt.

## Leben
Katrin Gensecke nahm nach dem Abitur 1990 ein Lehramtsstudium auf, konnte aber erkrankungsbedingt nicht in ihrem Beruf tätig werden. Sie engagiert sich u. a. in der Deutschen Multiple Sklerose Gesellschaft und ist als Inklusionsbotschafterin tätig.

## Politik
Katrin Gensecke trat 2011 in die SPD ein. Sie war von 2012 bis 2018 Beisitzerin im Kreisvorstand der SPD Börde. Bei der Landtagswahl in Sachsen-Anhalt 2021 erhielt sie ein Mandat über die Landesliste ihrer Partei.

## Ehrungen
- 2014: Ehrenamtspreis der SPD Landkreis Börde
- 2015: Verdienstmedaille des Verdienstordens der Bundesrepublik Deutschland